# Wiem Trabelsi
Pour les articles homonymes, voir Trabelsi.
Wiem Trabelsi, née le 30 juillet 1996, est une lutteuse tunisienne.

## Carrière
Wiem Trabelsi est médaillée de bronze dans la catégorie des moins de 75 kg aux championnats d'Afrique 2017 à Marrakech et dans la catégorie des moins de 72 kg aux championnats d'Afrique 2019 à Hammamet.

## Palmarès
| Année | Compétition                         | Lieu       | Résultat | Catégorie |
| ----- | ----------------------------------- | ---------- | -------- | --------- |
| 2011  | Championnats d'Afrique cadets       | Alger      | 1re      | - 70 kg   |
| 2014  | Championnats d'Afrique              | Tunis      | 5e       | - 69 kg   |
| 2015  | Championnats d'Afrique              | Alexandrie | 7e       | - 69 kg   |
| 2015  | Championnats d'Afrique juniors      | Alexandrie | 2e       | - 67 kg   |
| 2016  | Championnats d'Afrique juniors      | Alger      | 1re      | - 72 kg   |
| 2016  | Championnats méditerranéens         | Madrid     | 3e       | - 75 kg   |
| 2016  | Championnats méditerranéens juniors | Madrid     | 3e       | - 72 kg   |
| 2017  | Championnats d'Afrique              | Marrakech  | 3e       | - 75 kg   |
| 2019  | Championnats d'Afrique              | Hammamet   | 3e       | - 72 kg   |